# Conus clerii
Espèce
Statut de conservation UICN

 LC  : Préoccupation mineure
Conus clerii est une espèce de mollusques gastéropodes marins de la famille des Conidae.
Comme toutes les espèces du genre Conus, ces escargots sont prédateurs et venimeux. Ils sont capables de « piquer » les humains et doivent donc être manipulés avec précaution, voire pas du tout.

## Distribution
Locus typicus : Cape St. Thomas, État de Rio de Janeiro, Brésil.
Cette espèce se trouve dans l'océan Atlantique, le plus souvent entre le Île de Brasil et le nord de l'Argentine.

### Niveau de risque d’extinction de l’espèce
Selon l'analyse de l'UICN réalisée en 2011 pour la définition du niveau de risque d'extinction, cette espèce se trouve le long de la côte du sud du Brésil. Il n'y a pas de menaces majeures. Cette espèce est inscrite dans la catégorie préoccupation mineure.

## Taxonomie

### Publication originale
L'espèce Conus clerii a été décrite pour la première fois en 1844 par l'éditeur et naturaliste britannique Lovell Augustus Reeve (1814-1865) dans la publication intitulée « Conchologia Iconica, or, illustrations of the shells of molluscous animals »,.

### Synonymes
- Conus (Lamniconus) clerii Reeve, 1844 · appellation alternative
- Lamniconus clerii (Reeve, 1844) · non accepté

## Identifiants taxonomiques
Chaque taxon catalogué par les bases de données biologiques et taxonomiques possède un identifiant qui permet d'établir un point de référence. Les identifiants de Conus clerii dans les principales bases sont les suivants :
CoL : XX6Q - GBIF : 6510309 - iNaturalist : 431913 - IRMNG : 11704014 - TAXREF : 94348 - UICN : 192502 - WoRMS : 426457